# Moneasa
Moneasa là một xã thuộc hạt Arad, România. Dân số thời điểm năm 2002 là 1053 người.